# Ishania mixtek
Ishania mixtek är en spindelart som beskrevs av Rudy Jocqué och Léon Baert 2002. Ishania mixtek ingår i släktet Ishania och familjen Zodariidae. Inga underarter finns listade i Catalogue of Life.